# Hälleviks damm
Hälleviks damm är en sjö i Kungsbacka kommun i Halland och ingår i Viskan-Rolfsåns kustområde. Sjön är 2,2 meter djup, har en yta på 0,02 kvadratkilometer och är belägen 90 meter över havet.